# Meduna
Il Meduna (Midune in friulano standard, Miduna in friulano occidentale) è un fiume del Friuli-Venezia Giulia, principale affluente del fiume Livenza, nel quale confluisce nella bassa pianura pordenonese presso Ghirano di Prata di Pordenone in località "Ponti di Tremeacque", dopo aver ricevuto le acque del Noncello e, a Vivaro, del Cellina, suo principale affluente.

## Percorso
Il fiume ha origine nella catena principale delle Dolomiti friulane. Un ramo nasce dal Monte Burlatòn (2121 m) e scorre per circa 8 km col nome di Canal grande di Meduna; nei pressi dell'ex borgo di Selis confluisce il Canal piccolo di Meduna, a sua volta formato dai torrenti Pisciul del Cerâr che scende dalle pendici nord-est del Monte Dosaip (2062 m), e Rug del Vuar, che scende dalla parete sud-est del Monte Caserine Alte (2306 m). Prosegue verso est fino allo sbarramento artificiale della diga del Ciùl e mantenendo la stessa direzione, la Val Meduna, finora incassata nelle montagne, si apre nella piana di Tramonti di Sopra, nella quale sbocca anche il torrente Viellia, affluente di sinistra del Meduna. 
Poco oltre il Meduna devia a sud e riceve, sempre sulla sinistra, le acque dei torrenti Chiarchia, Tarcenò e Chiarzò; prosegue verso sud fino alla chiusa di ponte Racli, dove è presente una diga che ha dato origine al lago dei Tramonti e nel quale, in sponda destra presso Chievolis, confluisce il torrente Silisia (a sua volta sbarrato, originando il lago di Cà Selva). Da ponte Racli il Meduna prosegue verso sud, riceve sulla destra le acque del torrente Muiè e sbocca in pianura a valle di Meduno, in località Monteli.
Nella pianura il corso d'acqua si disperde in un ampio magredo per poi riaffiorare in superficie tramite risorgive prima della sua foce.

## Utilizzo

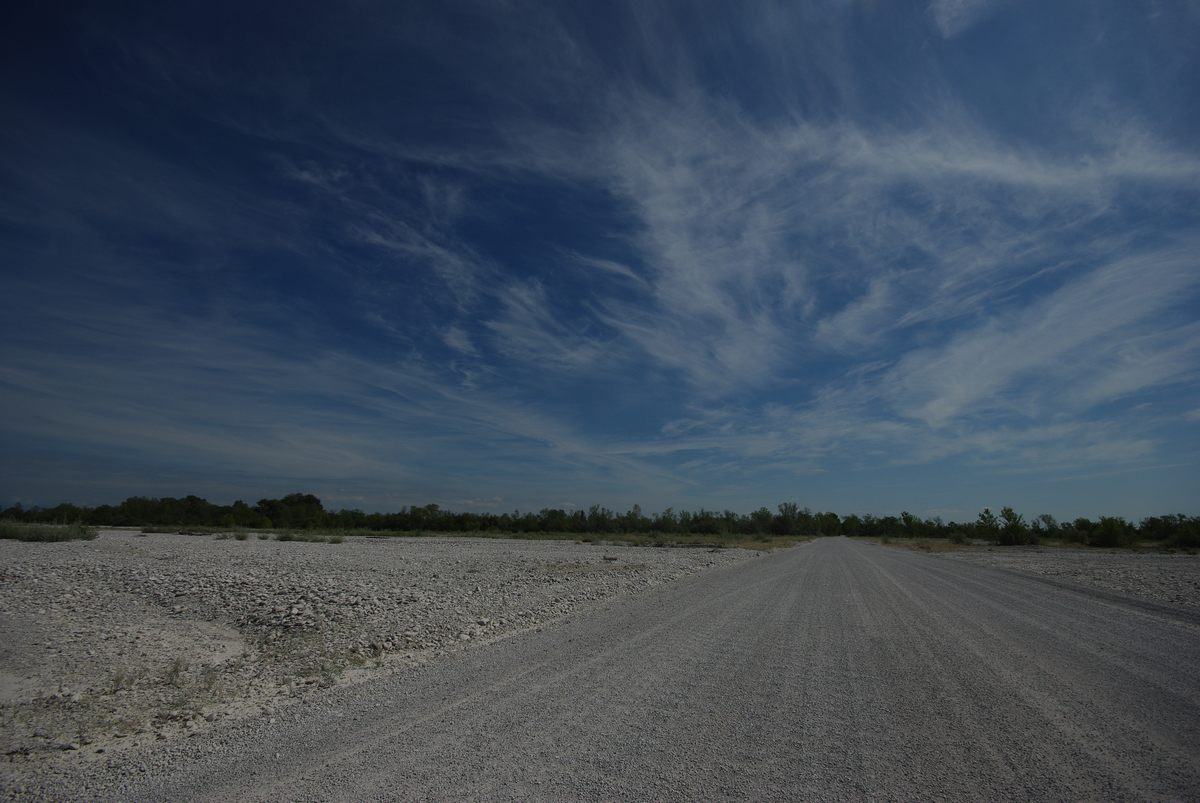
Torrente Meduna

A partire dagli anni cinquanta le acque del Meduna e dei suoi affluenti, sbarrate dalle tre dighe sopracitate, sono state utilizzate per scopi idroelettrici e per l'irrigazione dell'alta pianura spilimberghese.